# Roger Pemberton
Roger Pemberton (* 17. Oktober 1930 in Evansville (Indiana); † 7. Januar 2021 in Columbia (South Carolina)) war ein US-amerikanischer Jazzmusiker (Baritonsaxophon, Tenorsaxophon, Arrangement, auch Flöte, Komposition).

## Leben und Wirken
Pemberton absolvierte 1949 die Reitz High School und das Evansville College (inzwischen University of Evansville) 1953 mit einem Bachelor für Musikpädagogik. In Evansville trat er mit vielen Bands auf, darunter mit Bobby Barrett, George Fountain und Bill Teague. Vor seinem College-Abschluss wirkte er kurze Zeit bei einer Tournee mit dem Ray Anthony Orchestra mit. Ende 1953 trat er als Bandsman (Klarinette und Saxophon) in die US-Armee ein und organisierte dort Bands, die im Offiziersclub in Fort Leonard Wood auftraten. Nach seiner Entlassung aus der Armee im Jahr 1955 studierte er an der Indiana University und erhielt einen Master-Abschluss in Musikperformance. Dort trat er mit dem Al Cobine Orchestra und Warren Covington auf.  1955 entstanden dort auch erste Aufnahmen mit Jerry Coker. Er tourte in dieser Zeit mit dem Jimmy Palmer Orchestra und Woody Hermans Third Herd,  zu hören auf dessen Alben Woody Herman Live 1957 und Woody Herman '58.
Nach seinem Master-Abschluss unterrichtete Pemberton Musik an öffentlichen Schulen in Illinois und heiratete 1959. Von 1961 bis 1964 war er Fakultätsmitglied an der Indiana University. 1964 zog er mit seiner Familie nach New York City, wo er als Studiomusiker arbeitete und als Arrangeur für die Fernsehsendung von Merv Griffin fungierte. Pemberton spielte auch mit dem Fred Waring Jr. Orchestra in der in Philadelphia ansässigen Fernsehsendung Step this Way mit Gretchen Wyler. In dieser Zeit war er an Aufnahmen mit vielen Künstlern beteiligt, darunter in den Orchestern von Buddy Morrow, Woody Herman, Maynard Ferguson und Les Hooper.
Daneben unterrichtete Pemberton in den Vereinigten Staaten und in Kanada für Conn-Selmer. Des Weiteren schrieb er Arrangements für Studio PR, Hal Leonard und andere. Pemberton tourte mit Sammy Davis Jr. und arbeitete auch mit zahlreichen Sängern und Gruppen zusammen, darunter den Jackson Five, Peggy Lee, Judy Garland und Ray Charles. 1972 zog er nach Chicago, setzte seine pädagogische Arbeit für Conn-Selmer fort, schrieb für Hal Leonard und nahm auch unter eigenem Namen auf, wie 1980 sein Bigband Album Chicago Jazz. Im Bereich des Jazz war er laut Tom Lord zwischen 1955 und 1982 an 22 Aufnahmesessions beteiligt, u. a. auch mit The Summer Jazz Band unter Leitung von Rich Matteson, Phil Wilson (Live and Cookin’, 1977), Warren Kime & Brass Impact, der Illinois All State Jazz Band und zuletzt mit dem Bill Porter Orchestra.

## Diskographische Hinweise
- Roger Pemberton Octet/Quintet (1980), mit Art Davis, Bill Porter, Rich Corpolongo, Larry Novak, Frank Dawson, Bill Harrison, Dave Lang, Gloria Morgan
- The Air Force Band of the Midwest Featuring Roger Pemberton: Pacesetters (1984)